# Džoš Groban
Džošua Vinslou Groban (engl. Joshua Winslow Groban; 27. februar 1981) je američki pevač, tekstopisac, muzičar, glumac, i muzički režiser. Njegova prva četiri solo albuma dobila su sertifikat multi-platinum, i 2007 goidine, proglašen je za najboljeg umetnika u SAD, koji je prodao preko 21 milion diskova. Do danas je prodao preko 40 miliona diskova, a prema Nielsen SoundScan Measurements-u njegovi diskovi su najprodavaniji diskovi klasične muzike 2000tih godina. 
Groban je prvo studirao glumu, ali kako su se razvile njegove vokalne sposobnosti počeo je da se bavi pevanjem. Studirao je u Los Angeles High School for the Arts, besplatni univerzitet koji je obrazovao svoje studente prema konzervativnim pravilima. Život mu se promenio kada je njegov profesor pevanja, Seth Riggs, prosledio snimak pesme "All I Ask of You" iz mjuzikla "Fantom iz opere", engleskog kompozitora Endrjua Lojda Vebera, svom prijatelju,producentu i kompozitoru David Foster-u. Foster ga je pozvao da nastupi zajedno sa Celine Dion u izvođenju pesme "The Prayer", umesto Andre Bočelija.

## Filmska i televizijska učešća
Bio je gost u The Oprah Winfrey Show, šest puta, kao i u "The Ellen DeGeneres Show", "Larry King Live", "The Rosie O'Donnell Show", "Tim & Eric Awesome Show", "Great Job!", "The Tonight Show with Jay Leno", "Today", "Macy's Thanksgiving Day Parade", "Super Bowl XXXVIII", i " The Walt Disney World Christmas Day Parade","The Rockefeller Tree Lighting". 
Glumio je Malcolm Wyatt-a, propovedikovog sina u "Ally McBeal", epizode "The Wedding" i "Nine One One" (2001).

## Diskografija
Studijski albumi
- Josh Groban (2001)
- Closer (2003)
- Awake (2006)
- Noël (2007)
- Illuminations (2010)
- All That Echoes (2013)
- Stages (2015)
- Bridges (2018)

## Spoljašnje veze
- Zvanični veb-sajt
- BroadwayWorld: Idina Menzel & Josh Groban to Star in 'Chess' Musical UK Concert?
- Chess in Concert (2008)
- Džoš Groban na sajtu  (jezik: engleski)
- Josh Groban video interview on Virgin Red Room
- Watch Josh Groban make a northern cuppa in this exclusive interview with Virgin Red Room